# Ophiomyia pseudocunctans
Ophiomyia pseudocunctans är en tvåvingeart som beskrevs av Gabriel Strobl 1900. Ophiomyia pseudocunctans ingår i släktet Ophiomyia och familjen minerarflugor.
Artens utbredningsområde är Spanien. Inga underarter finns listade i Catalogue of Life.